# Hayden Valley
Hayden Valley er en stor dal i Yellowstone National Park. Dalen følger Yellowstonefloden fra Yellowstone Falls til Yellowstone Lake. Dalbunden er gammel søbund fra en tid (efter sidste istid), hvor Yellowstone Lake var meget større end den er i dag. Dalen er et af de bedste steder at observere dyreliv i Yellowstoneområdet.

## Historie
Når de oprindelige amerikanere og hvide pelsjægere rejste op langs Yellowstonefloden var dalen den naturlige rute til Yellowstone Lake. I 1870 kom Henry D. Washburn og Gustavus Cheney Doane ned ad skråningerne på Mount Washburn, på det, der er kendt som Washburn-Langford-Doane ekspeditionen og de lagde mærke til dalens store udbredelse mellem vandfaldene og søen. 
I 1871 kom Ferdinand Vandeveer Hayden til området i forbindelse med de geologiske undersøgelser, som førte til oprettelsen af nationalparken året efter. Han kom til at give navn til dalen, men det er usikkert, hvem der faktisk foreslog det. Nogle mener, at det var ireren Windham Wyndham-Quin, 4. Jarl af Dunraven som besøgte området i 1872, men navnet sås første gang å kort i 1880 i en årsrapport fra nationalparkens daværende leder Philetus Norris. 

## Geografi
Hayden Valley er ca 11 km lang fra nord til syd og omkring 11 km bred fra øst til vest. I alt omfatter dalen ca. 130 km2 af parken. Størstedelen af dalen ligger vest for Yellowstonefloden mellem Grand Canyon of the Yellowstone og Yellowstone Lake. En del af Grand Loop Road (en bilvej gennem nationalparken) følger dalens østlige side nær floden.

## Geotermiske forekomster
I forhold til andre steder i nationalparken rummer Hayden Valley ikke mange, og ikke specielt imponerende geotermiske forekomster, og de, der er, er spredt over dalen. Ikke desto mindre var de geotermiske forekomster i dalen nogle af de første, der blev opdaget og beskrevet af de tidligste opdagelsesrejsende. Blandt dalens geotermiske forekomster er Mud Volcano, Mud Geyser, Sulphur Caldron og Black Dragon Caldron i den sydlige ende af dalen og Sulphur Spring længere mod nord. De førstnævne ligger øst for floden, mens sidstnævnte ligger vest for denne. 

## Natur
Dalen er stort set kun bevokset med græs og mindre buske da jordbunden som primært består af silt og ler gør hele området marskagtigt, og ikke mange træers rødder kan trænge ned i jorden.

Til gengæld har området et rigt dyreliv og bliver af og til omtalt som "Nordamerikas Serengeti", Ikke mindst forår og sommer kan man opleve bison, prærieulv, grizzlybjørn og wapitihjort. Også fugle er der mange af, fx hvid pelikan, trompetersvane, prærietrane, fiskeørn, hvidhovedet havørn og canadagås.
For at beskytte dyrelivet er det ikke tilladt at færdes i dalen uden for de anlagte stier. Vandrere kan besøge dalen ad to stier. I dalens vandløb og søer er fiskeri forbudt.. 

## Eksterne links
- Billeder fra Hayden Valley

44°38′38″N 110°27′22″V / 44.6439°N 110.456°V